# Viols-le-Fort
Viols-le-Fort este o comună în departamentul Hérault din sudul Franței. În 2009 avea o populație de 1.060 de locuitori.

## Evoluția populației
| An        | 1975 | 1982 | 1990 | 1999 | 2006  | 2009  |
| --------- | ---- | ---- | ---- | ---- | ----- | ----- |
| Populație | 412  | 493  | 670  | 852  | 1.010 | 1.060 |